# Titz
Titz là một đô thị ở huyện Düren trong bang Nordrhein-Westfalen, Đức. Đô thị này tọa lạc khoảng 10 km đông bắc của Jülich và 20 km về phía nam của Mönchengladbach.